# Uko
UkoSaxy（ユウコサクシー、1982年10月2日 - ）は、日本のテナー・サクソフォーン、ソプラノ・サクソフォーン奏者、ソングライター。埼玉県生まれ、埼玉県育ち。埼玉栄高等学校卒業。愛称は、お嬢、ゆっちゃん、Queen of Tenor。

## 人物
(出典)
3才からピアノを習い、5才の頃には作曲をして遊んでいた。中学生の頃、ドラムが叩きたく吹奏楽部に入部するが入部が遅く、余っている楽器しかなく嫌々ながらクラリネット、バスクラリネットを担当。
中学3年生の頃、顧問の先生に相談した結果、高校の吹奏楽部でサクソフォーンを担当。通っていた埼玉栄高等学校は吹奏楽部が盛んで全国大会常連校のスパルタ校であった為、3年間部活に明け暮れる。2年生の時スターティングメンバーになり普門館で演奏金賞受賞。3年生ではコンサートマスターを務める。高校卒業後、東京ミュージック&メディアアーツ尚美へ進学するが、結婚を機に1年で自主退学。半年で離婚。
その後、自律神経失調症と診断され、約1年間を自宅療養。本人曰く「この出来事があったからこそ音楽家を本気で目指すようになった」。
20代前半は、銀座、赤坂、六本木のジャズバー、ライブハウスで下積み時代を過ごす。
趣味は旅行、映画鑑賞、読書（村上春樹）、掃除、猫を眺める。

## 略歴
- 2008年　単独ストリートライブで日本一周
- 2010年　単独ストリートライブで世界放浪
- 2011年　ペドロ&カプリシャスのメンバーとしてデビュー。また、4月から翌年6月まで行われた浜田省吾のツアー『ON THE ROAD 2011 "The Last Weekend"』に参加。
- 2012年より全国ツアースタート。JZ Brat Sound of Tokyo、モーションブルー横浜で開催。
- 2013年 - 2015年　F1日本GP@鈴鹿サーキットで演奏（F1中継エンディングタイアップ）
- 2014年　ファンクラブ『With U』設立
- 2015年　ペドロ&カプリシャスから脱退
- 2016年　10周年記念コンサート@Blues Alley Japan
- 2017年　11周年記念コンサート@ティアラこうとう
- 2018年
  - 12周年記念コンサート@JZ Brat Sound of TOKYO
  - YouTubeラジオ『Uラジ』スタート
- 2019年　13周年記念コンサート@JZ Brat Sound of TOKYO

## ツアー・レコーディングサポート・アーティスト
- 浜田省吾
- 氷川きよし
- AKB48
- 今陽子
- ペドロ&カプリシャス
- 杉良太郎

## CD
- 2005年ミニアルバム『Time Again』
- 2007年アルバム『Beautiful Life』
- 2012年アルバム『Life to U』
- 2013年シングル『Winged Victory』
- 2014年アルバム『acoUStic life OP.1』
- 2016年
  - アルバム『Life to Me』
  - シングル『海と月の見える町』
- 2018年アルバム『Life to U II』
- 2019年アルバム『新月の夜の音楽会』

## 出演
※2005年以降のみを記述
- テレビ東京『中山道』出演
- フジテレビNEXT『F1GP中継』エンディングテーマ
- コカ・コーラCM

## イベント出演
※2003年以降のみ記述
- 上海モーターショー（上海）
- 東京トラックショー（東京ビッグサイト、幕張メッセ）
- F1日本GP（鈴鹿サーキット）
- ママチャリGP（富士スピードウェイ）
- 椿山荘音楽祭（椿山荘）
- NEXCO中日本高速開通イベント（豊田スタジアム）
- 信玄公祭り（山梨県甲府市）

## 雑誌
- 月刊『The TRUCK』映画コラム担当 2013年 - 現在[いつ?]